# 離堆
離堆位於四川省樂山市市中区，文物遺址年代判定為秦至清。1980年7月7日包括烏尤寺列為四川省重新確定公布的第一批省級文物保護單位。2013年3月5日公佈離堆為第七批全國重點文物保護單位。
保護範圍：以烏尤山山腳為界。建設控制地帶：東至烏尤山山腳東側外延10米；北至烏尤山北側處延30米；西至岷江西岸與鳳洲島西側、杜家場南側連線；南至烏尤山對岸，跨岷江繞麻浩河至烏尤大橋。